# Lijst van voetbalinterlands Japan - Zuid-Korea
Deze lijst van voetbalinterlands is een overzicht van alle officiële voetbalwedstrijden tussen de nationale teams van Japan en Zuid-Korea. De landen hebben tot op heden 73 keer tegen elkaar gespeeld. De eerste ontmoeting was een kwalificatiewedstrijd voor het Wereldkampioenschap voetbal 1954 op 7 maart 1954 in Tokio. Het laatste duel, een wedstrijd tijdens de Oost-Azië Cup 2025, werd gespeeld in Yongin op 15 juli 2025.

## Wedstrijden
| №  | Plaats       | Datum             | Competitie                 | Wedstrijd          | Uitslag |
| -- | ------------ | ----------------- | -------------------------- | ------------------ | ------- |
| 1  | Tokio        | 7 maart 1954      | WK 1954 kwalificatie       | Japan − Zuid-Korea | 1 − 5   |
| 2  | Tokio        | 14 maart 1954     | WK 1954 kwalificatie       | Zuid-Korea − Japan | 2 − 2   |
| 3  | Kuala Lumpur | 5 september 1959  | Vriendschappelijk          | Japan − Zuid-Korea | 0 − 0   |
| 4  | Kuala Lumpur | 6 september 1959  | Vriendschappelijk          | Zuid-Korea − Japan | 3 − 1   |
| 5  | Seoel        | 6 november 1960   | WK 1962 kwalificatie       | Zuid-Korea − Japan | 2 − 1   |
| 6  | Tokio        | 11 juni 1961      | WK 1962 kwalificatie       | Japan − Zuid-Korea | 0 − 2   |
| 7  | Jakarta      | 30 augustus 1962  | Aziatische Spelen 1962     | Zuid-Korea − Japan | 1 − 0   |
| 8  | Kuala Lumpur | 13 augustus 1963  | Vriendschappelijk          | Zuid-Korea − Japan | 1 − 1   |
| 9  | Taipei       | 1 augustus 1967   | Azië Cup 1968 kwalificatie | Japan − Zuid-Korea | 2 − 1   |
| 10 | Seoel        | 12 oktober 1969   | WK 1970 kwalificatie       | Zuid-Korea − Japan | 2 − 2   |
| 11 | Seoel        | 18 oktober 1969   | WK 1970 kwalificatie       | Japan − Zuid-Korea | 0 − 2   |
| 12 | Kuala Lumpur | 2 augustus 1970   | Vriendschappelijk          | Zuid-Korea − Japan | 1 − 1   |
| 13 | Bangkok      | 18 december 1970  | Aziatische Spelen 1970     | Zuid-Korea − Japan | 2 − 1   |
| 14 | Kuala Lumpur | 26 juli 1972      | Vriendschappelijk          | Japan − Zuid-Korea | 0 − 3   |
| 15 | Tokio        | 14 september 1972 | Vriendschappelijk          | Japan − Zuid-Korea | 2 − 2   |
| 16 | Seoel        | 23 juni 1973      | Vriendschappelijk          | Zuid-Korea − Japan | 2 − 0   |
| 17 | Tokio        | 28 september 1974 | Vriendschappelijk          | Japan − Zuid-Korea | 4 − 1   |
| 18 | Kuala Lumpur | 9 augustus 1975   | Vriendschappelijk          | Zuid-Korea − Japan | 3 − 1   |
| 19 | Seoel        | 8 september 1975  | Vriendschappelijk          | Japan − Zuid-Korea | 3 − 0   |
| 20 | Kuala Lumpur | 18 augustus 1976  | Vriendschappelijk          | Japan − Zuid-Korea | 0 − 0   |
| 21 | Tokio        | 4 december 1976   | Vriendschappelijk          | Japan − Zuid-Korea | 1 − 2   |
| 22 | Tokio        | 26 maart 1977     | WK 1978 kwalificatie       | Japan − Zuid-Korea | 0 − 0   |
| 23 | Seoel        | 3 april 1977      | WK 1978 kwalificatie       | Zuid-Korea − Japan | 1 − 0   |
| 24 | Seoel        | 15 juni 1977      | Vriendschappelijk          | Zuid-Korea − Japan | 2 − 1   |
| 25 | Kuala Lumpur | 19 juli 1978      | Vriendschappelijk          | Zuid-Korea − Japan | 4 − 0   |
| 26 | Bangkok      | 14 december 1978  | Aziatische Spelen 1978     | Zuid-Korea − Japan | 3 − 1   |
| 27 | Tokio        | 4 maart 1979      | Vriendschappelijk          | Japan − Zuid-Korea | 2 − 1   |
| 28 | Seoel        | 16 juni 1979      | Vriendschappelijk          | Zuid-Korea − Japan | 4 − 1   |
| 29 | Tokio        | 8 maart 1981      | Vriendschappelijk          | Japan − Zuid-Korea | 0 − 1   |
| 30 | Busan        | 21 juni 1981      | Vriendschappelijk          | Zuid-Korea − Japan | 2 − 0   |
| 31 | Seoel        | 21 maart 1982     | Vriendschappelijk          | Zuid-Korea − Japan | 3 − 0   |
| 32 | New Delhi    | 25 november 1982  | Aziatische Spelen 1982     | Japan − Zuid-Korea | 2 − 1   |
| 33 | Tokio        | 6 maart 1983      | Vriendschappelijk          | Japan − Zuid-Korea | 1 − 1   |
| 34 | Seoel        | 30 september 1984 | Vriendschappelijk          | Zuid-Korea − Japan | 1 − 2   |
| 35 | Tokio        | 26 oktober 1985   | WK 1986 kwalificatie       | Japan − Zuid-Korea | 1 − 2   |
| 36 | Seoel        | 3 november 1985   | WK 1986 kwalificatie       | Zuid-Korea − Japan | 1 − 0   |
| 37 | Tokio        | 26 oktober 1988   | Vriendschappelijk          | Japan − Zuid-Korea | 0 − 1   |
| 38 | Doha         | 6 december 1988   | Azië Cup 1988              | Zuid-Korea − Japan | 2 − 0   |
| 39 | Seoel        | 5 mei 1989        | Vriendschappelijk          | Zuid-Korea − Japan | 1 − 0   |
| 40 | Beijing      | 27 juli 1990      | Dynasty Cup 1990           | Zuid-Korea − Japan | 2 − 0   |
| 41 | Nagasaki     | 27 juli 1991      | Vriendschappelijk          | Japan − Zuid-Korea | 0 − 1   |
| 42 | Beijing      | 22 augustus 1992  | Dynasty Cup 1992           | Japan − Zuid-Korea | 0 − 0   |
| 43 | Beijing      | 29 augustus 1992  | Dynasty Cup 1992           | Japan − Zuid-Korea | 2 − 2   |
| 44 | Doha         | 25 oktober 1993   | WK 1994 kwalificatie       | Japan − Zuid-Korea | 1 − 0   |
| 45 | Hiroshima    | 11 oktober 1994   | Aziatische Spelen 1994     | Japan − Zuid-Korea | 2 − 3   |
| 46 | Hongkong     | 21 februari 1995  | Dynasty Cup 1995           | Zuid-Korea − Japan | 1 − 1   |
| 47 | Hongkong     | 26 februari 1995  | Dynasty Cup 1995           | Japan − Zuid-Korea | 2 − 2   |
| 48 | Tokio        | 21 mei 1997       | Vriendschappelijk          | Japan − Zuid-Korea | 1 − 1   |
| 49 | Tokio        | 28 september 1997 | WK 1998 kwalificatie       | Japan − Zuid-Korea | 1 − 2   |
| 50 | Seoel        | 1 november 1997   | WK 1998 kwalificatie       | Zuid-Korea − Japan | 0 − 2   |
| 51 | Yokohama     | 1 maart 1998      | Dynasty Cup 1998           | Japan − Zuid-Korea | 2 − 1   |
| 52 | Seoel        | 1 april 1998      | Vriendschappelijk          | Zuid-Korea − Japan | 2 − 1   |
| 53 | Bangkok      | 7 december 1998   | Aziatische Spelen 1998     | Zuid-Korea − Japan | 2 − 0   |
| 54 | Seoel        | 26 april 2000     | Vriendschappelijk          | Zuid-Korea − Japan | 1 − 0   |
| 55 | Tokio        | 20 december 2000  | Vriendschappelijk          | Japan − Zuid-Korea | 1 − 1   |
| 56 | Seoel        | 16 april 2003     | Vriendschappelijk          | Zuid-Korea − Japan | 0 − 1   |
| 57 | Tokio        | 31 mei 2003       | Vriendschappelijk          | Japan − Zuid-Korea | 0 − 1   |
| 58 | Yokohama     | 10 december 2003  | Oost-Azië Cup 2003         | Japan − Zuid-Korea | 0 − 0   |
| 59 | Daejeon      | 7 augustus 2005   | Oost-Azië Cup 2005         | Zuid-Korea − Japan | 0 − 1   |
| 60 | Palembang    | 28 juli 2007      | Azië Cup 2007              | Zuid-Korea − Japan | 0 − 0   |
| 61 | Chongqing    | 23 februari 2008  | Oost-Azië Cup 2008         | Japan − Zuid-Korea | 1 − 1   |
| 62 | Tokio        | 14 februari 2010  | Oost-Azië Cup 2010         | Japan − Zuid-Korea | 1 − 3   |
| 63 | Saitama      | 24 mei 2010       | Vriendschappelijk          | Japan − Zuid-Korea | 0 − 2   |
| 64 | Seoel        | 12 oktober 2010   | Vriendschappelijk          | Zuid-Korea − Japan | 0 − 0   |
| 65 | Doha         | 25 januari 2011   | Azië Cup 2011              | Japan − Zuid-Korea | 2 − 2   |
| 66 | Sapporo      | 10 augustus 2011  | Vriendschappelijk          | Japan − Zuid-Korea | 3 − 0   |
| 67 | Seoel        | 28 juli 2013      | Oost-Azië Cup 2013         | Zuid-Korea − Japan | 1 − 2   |
| 68 | Wuhan        | 5 augustus 2015   | Oost-Azië Cup 2015         | Japan − Zuid-Korea | 1 − 1   |
| 69 | Chofu        | 16 december 2017  | Oost-Azië Cup 2017         | Japan − Zuid-Korea | 1 − 4   |
| 70 | Busan        | 18 december 2019  | Oost-Azië Cup 2019         | Zuid-Korea − Japan | 1 − 0   |
| 71 | Yokohama     | 25 maart 2021     | Vriendschappelijk          | Japan − Zuid-Korea | 3 − 0   |
| 72 | Toyota       | 27 juli 2022      | Oost-Azië Cup 2022         | Japan − Zuid-Korea | 3 − 0   |
| 73 | Yongin       | 15 juli 2025      | Oost-Azië Cup 2025         | Zuid-Korea − Japan | 0 − 1   |

## Samenvatting
| Competitie            | Totaal gespeeld | Winst Japan | Gelijk | Winst Zuid-Korea | Doelsaldo Japan – Zuid-Korea |
| --------------------- | --------------- | ----------- | ------ | ---------------- | ---------------------------- |
| WK-kwalificatie       | 13              | 2           | 3      | 8                | 11 − 21                      |
| Azië Cup              | 3               | 0           | 2      | 1                | 2 − 4                        |
| Azië Cup-kwalificatie | 1               | 1           | 0      | 0                | 2 − 1                        |
| Oost-Azië Cup         | 16              | 5           | 7      | 4                | 18 − 19                      |
| Aziatische Spelen     | 6               | 1           | 0      | 5                | 6 − 12                       |
| Vriendschappelijk     | 34              | 6           | 9      | 19               | 28 − 51                      |
| Totaal                | 73              | 15          | 21     | 37               | 67 − 108                     |

JFA · A-Internationals · Selecties · Bondscoaches · Statistieken · Olympisch elftal · Japans vrouwenelftal · Japan U21 · Japan U20 · Japan U19 · Japan U18 · Japan U17
1910 – 1949 · 
1950 – 1959 · 
1960 – 1969 · 
1970 – 1979 · 
1980 – 1989 · 
1990 – 1999 · 
2000 – 2009 · 
2010 – 2019 · 
2020 – 2029
CC 1995 · 
CC 2001 · 
CC 2003 · 
CC 2005
WK 1998 · 
WK 2002 · 
WK 2006 · 
WK 2010 · 
WK 2014 · 
WK 2018
OS 1936 · 
OS 1956 ·
OS 1964 · 
OS 1968 · 
OS 1996 ·
OS 2000 ·
OS 2004 ·
OS 2008 ·
OS 2012 ·
OS 2016 ·
OS 2020
1917 · 
1918 · 1919 · 
1921 · 
1922 · 
1923 · 
1924 · 
1925 · 
1926 · 
1927 · 
1928 · 1929 · 
1930 · 
1931 · 1932 · 1933 · 
1934 · 
1935 · 
1936 · 
1937 · 1938 · 
1939 · 
1940 · 
1941 · 
1942 · 
1943 – 1950 · 
1951 · 
1952 · 1953 · 
1954 · 
1955 · 
1956 · 
1957 · 
1958 · 
1959 · 
1960 · 
1961 · 
1962 · 
1963 · 
1964 · 
1965 · 
1966 · 
1967 · 
1968 · 
1969 · 
1970 · 
1971 · 
1972 · 
1973 · 
1974 · 
1975 · 
1976 · 
1977 · 
1978 · 
1979 · 
1980 · 
1981 · 
1982 · 
1983 · 
1984 · 
1985 · 
1986 · 
1987 · 
1988 · 
1989 · 
1990 · 
1991 · 
1992 · 
1993 · 
1994 · 
1995 · 
1996 · 
1997 · 
1998 · 
1999 · 
2000 · 
2001 · 
2002 · 
2003 · 
2004 · 
2005 · 
2006 · 
2007 · 
2008 · 
2009 · 
2010 · 
2011 · 
2012 · 
2013 · 
2014 · 
2015 ·
2016 ·
2017 ·
2018 ·
2019 ·
2020 ·
2021 ·
2022
Afghanistan ·
Angola ·
Argentinië ·
Australië ·
Azerbeidzjan · 
Bahrein ·
Bangladesh ·
België ·
Bolivia ·
Bosnië en Herzegovina ·
Brazilië ·
Brunei ·
Bulgarije ·
Cambodja ·
Canada ·
Chili ·
China ·
Colombia ·
Costa Rica ·
Cyprus ·
Denemarken ·
Duitsland ·
Ecuador ·
Egypte ·
El Salvador ·
Engeland ·
Filipijnen ·
Finland ·
Frankrijk ·
Ghana ·
Griekenland ·
Guatemala ·
Haïti ·
Honduras ·
Hongarije ·
Hongkong ·
IJsland ·
India ·
Indonesië ·
Irak ·
Iran ·
Israël ·
Italië ·
Ivoorkust ·
Jamaica ·
Jemen ·
Joegoslavië ·
Jordanië ·
Kameroen ·
Kazachstan ·
Kirgizië ·
Koeweit ·
Kroatië ·
Letland ·
Luxemburg ·
Macau ·
Maleisië ·
Mali ·
Malta ·
Mexico ·
Mongolië ·
Montenegro ·
Myanmar ·
Nederland ·
Nepal ·
Nieuw-Zeeland ·
Nigeria ·
Noord-Korea ·
Noorwegen ·
Oekraïne ·
Oezbekistan ·
Oman ·
Oostenrijk ·
Pakistan ·
Palestina ·
Panama ·
Paraguay ·
Peru ·
Polen ·
Qatar ·
Roemenië ·
Rusland ·
Saoedi-Arabië ·
Schotland ·
Senegal ·
Servië ·
Servië en Montenegro ·
Singapore ·
Slowakije ·
Sovjet-Unie ·
Spanje ·
Sri Lanka ·
Syrië ·
Tadzjikistan ·
Taiwan ·
Thailand ·
Togo ·
Trinidad en Tobago ·
Tsjechië ·
Tunesië ·
Turkije ·
Turkmenistan ·
Uruguay ·
Venezuela ·
Verenigde Arabische Emiraten ·
Verenigde Staten ·
Vietnam ·
Wales ·
Wit-Rusland ·
Zambia ·
Zuid-Afrika ·
Zuid-Jemen ·
Zuid-Korea ·
Zuid-Vietnam ·
Zweden ·
Zwitserland
Australië (2006) · 
Brazilië (2006) · 
België (2018) · 
Colombia (2014) · 
Colombia (2018) ·
Denemarken (2010) ·
Duitsland (2022) · 
Frankrijk (2001) · 
Griekenland (2014) · 
Ivoorkust (2014) · 
Kameroen (2010) · 
Kroatië (2006) · 
Nederland (2010) ·
Polen (2018) ·
Senegal (2018) ·
Spanje (2022)
KFA · A-internationals · Selecties · Bondscoaches · Zuid-Koreaans vrouwenelftal · Olympisch elftal · Zuid-Korea U21 · Zuid-Korea U20 · Zuid-Korea U19 · Zuid-Korea U18 · Zuid-Korea U17
1940 – 1949 ·
1950 – 1959 ·
1960 – 1969 ·
1970 – 1979 ·
1980 – 1989 ·
1990 – 1999 ·
2000 – 2009 ·
2010 – 2019 ·
2020 − 2029
WK 1954 · 
WK 1986 · 
WK 1990 · 
WK 1994 · 
WK 1998 · 
WK 2002 · 
WK 2006 · 
WK 2010 · 
WK 2014 · 
WK 2018
OS 1948 ·
OS 1964 ·
OS 1988 ·
OS 1992 ·
OS 1996 ·
OS 2000 ·
OS 2004 ·
OS 2008 ·
OS 2012 ·
OS 2016 ·
OS 2020
1948 ·
1949 ·
1950 · 
1951 · 1952 · 
1953 · 
1954 · 
1955 · 
1956 · 
1957 · 
1958 · 
1959 ·
1960 · 
1961 · 
1962 · 
1963 · 
1964 · 
1965 · 
1966 · 
1967 · 
1968 · 
1969 ·
1970 · 
1971 · 
1972 · 
1973 · 
1974 · 
1975 · 
1976 · 
1977 · 
1978 · 
1979 ·
1980 · 
1981 · 
1982 · 
1983 · 
1984 · 
1985 · 
1986 · 
1987 · 
1988 · 
1989 ·
1990 ·
1991 · 
1992 · 
1993 · 
1994 · 
1995 · 
1996 · 
1997 · 
1998 · 
1999 · 
2000 · 
2001 · 
2002 · 
2003 · 
2004 · 
2005 · 
2006 · 
2007 · 
2008 · 
2009 · 
2010 · 
2011 ·
2012 ·
2013 ·
2014 ·
2015 ·
2016 ·
2017 ·
2018 ·
2019 ·
2020 ·
2021 ·
2022 ·
2023 ·
2024
Afghanistan ·
Algerije ·
Angola ·
Argentinië ·
Australië ·
Bahrein ·
Bangladesh ·
België ·
Bolivia ·
Bosnië en Herzegovina ·
Brazilië ·
Brunei ·
Bulgarije ·
Burkina Faso ·
Cambodja ·
Canada ·
Chili ·
China ·
Colombia ·
Costa Rica ·
Cuba ·
Denemarken ·
Duitsland ·
Ecuador ·
Egypte ·
El Salvador ·
Engeland ·
Filipijnen ·
Finland ·
Frankrijk ·
Georgië ·
Ghana ·
Griekenland ·
Guam ·
Guatemala ·
Haïti ·
Honduras ·
Hongarije ·
Hongkong ·
IJsland ·
India ·
Indonesië ·
Irak ·
Iran ·
Israël ·
Italië ·
Ivoorkust ·
Jamaica ·
Japan ·
Jemen ·
Joegoslavië ·
Jordanië ·
Kameroen ·
Kazachstan ·
Kenia ·
Kirgizië ·
Koeweit ·
Kroatië ·
Laos ·
Letland ·
Libanon ·
Libië ·
Luxemburg ·
Macau ·
Malediven ·
Maleisië ·
Mali ·
Malta ·
Marokko ·
Mexico ·
Moldavië ·
Mongolië ·
Myanmar ·
Nederland ·
Nepal ·
Nieuw-Zeeland ·
Nigeria ·
Noord-Ierland ·
Noord-Korea ·
Noord-Macedonië ·
Noorwegen ·
Oekraïne ·
Oezbekistan ·
Oman ·
Pakistan ·
Palestina ·
Panama ·
Paraguay ·
Peru ·
Polen ·
Portugal ·
Qatar ·
Roemenië ·
Rusland ·
Saoedi-Arabië ·
Schotland ·
Senegal ·
Servië ·
Servië en Montenegro ·
Singapore ·
Slowakije ·
Soedan ·
Spanje ·
Sri Lanka ·
Syrië ·
Tadzjikistan ·
Taiwan ·
Thailand ·
Togo ·
Trinidad en Tobago ·
Tsjechië ·
Tunesië ·
Turkije ·
Turkmenistan ·
Uruguay ·
Venezuela ·
Verenigde Arabische Emiraten ·
Verenigde Staten ·
Vietnam ·
Wales ·
Wit-Rusland ·
Zambia ·
Zuid-Jemen ·
Zuid-Vietnam ·
Zweden ·
Zwitserland
Algerije (2014) · 
Australië (2015, 2) ·
België (2014) · 
Duitsland (2018) · 
Frankrijk (2006) · 
Griekenland (2010) ·
Mexico (2018) ·
Nigeria (2010) · 
Portugal (2022) · 
Rusland (2014) · 
Togo (2006) · 
Zweden (2018) ·
Zwitserland (2006)